# Лужничка котлина
Лужничка котлина је пространо улегнуће у земљиној кори и специфичан геопростор у тектонском рову композитне долине–потолине Лужничке реке (дугачке 39 km), највеће десне притоке Власине, која се као део Власине и Јужнопоморавског краја налази у југоисточној Србији. Административно обухвата делове општине Бабушница и два села општине Бела Паланка у Пиротском округу. Средишњи део котлине налази се, на 26 km југозападно од Пирота, 23 km југоисточно од Беле Паланке, 48 km североисточно од Лесковца и 30 km од српско-бугарске границе.
Као индивидуална целина и одвојен географски предео у долини реке Лужнице, површине 53.213 ha, котлина је ограничена Сувом планином (1.810 m), Руј планином (1.706 m) и Столом (1.239 m), на који се надовезују Мали (960 m) и Велики корбес (976 m). Ова по величини мала котлина карактерише се бројним хидролошким проблемима: јер иако је са најгушћом хидрографском мрежом међу котлинама источне Србије, она је водом најсиромашнија од свих котлина у источној Србији. То је последица њеног геолошког састава и рељефа, али не и падавина. Главне хидролошке карактеристике Лужничке котлине су: епигенетске клисуре, понорнице и крашка врела.
На основу физичко-географских, друштвено-географских и демографских карактеристика, она је сложени развојни систем, у коме централно место заузима гравитациони центар Бабушница, лоцирана у средишњем делу котлине, и 52 околна насеља са својом инфраструктуром и највећим ресурсима у плодном земљишту. У оквиру реинтеграције граничних области Србије, Бугарске и Македоније, у плану је формирање еврорегије Ниш–Софија–Скопље, у чијем северном делу би се налазила Лужничка котлина.
Иако је претежно уоквирена високим брдско-планиниским ободом, Лужничка котлина је у повољној комуникативној вези са суседним котлинама белопаланачком, пиротском и лесковачком котлином, са којима је повезана магистралним путем Лесковац–Власотинце–Бабушница–Пирот и регионални путевима од Бабушнице ка Белој Паланци, Гаџином Хану и српско-бугарској граници (преко Звонца).

## Положај и пространство
Лужничка котлина је део Власине и Јужнопоморавског краја у Југоисточној Србији, ограничена; са запада Сувом планином (1.810 m) југа Руј планином (1.706 m) и Столом (1.239 m), на који се надовезују на истоку Влашке планине, Мали (960 m) и Велики корбес (976 m), док се на северу надовезује на белопаланлку коткину. На северу Налази се у долини Лужничке реке (39 km), највеће (десне) притоке Власине. Најниже насеље је лоцирано на 365 m (Велико Боњинце), а највише на 1.000–1.200 m (Вучи Дел). Највећи део Лужничке котлине простире се у висинској зони од 350 m до 800 m, на чијем простору је развијено 44 насеља (23 насеља на 350—600 m и 21 насеље на 600—800 m). 
Кроз Лужничку котлину пролази магистрални пут Лесковац–Власотинце–Бабушница–Пирот и регионални путеви од Бабушнице ка Белој Паланци, Гаџином Хану и српско-бугарској граници (преко Звонца). Гравитациони центар Лужнице – Бабушница, лоциран у средишњем делу котлине налази се 26 km југозападно од Пирота, 23 km југоисточно од Беле Паланке, 48 km североисточно од Лесковца и 30 km од српско-бугарске границе. 
Југозападна граница Лужничке котлине (ка Заплању) није јасно дефинисана, тако да поједини аутори (Ж. Мартиновић и др.) сматрају да насеља бабушничке општине у доњем току Лужничке реке (Боњиначки басен) – Богдановац, Штрбовац, Остатовица, Завидинце, Мезграја, Модра Стена, Велико Боњинце и Мало Боњинце припадају Заплању.
Насеобинско-географски комплекс Лужничке котлине обухвата површину од 53.213 ha. Обрадиво земљиште заузима површину од 25.583 ha (48,1%),
пољопривредно 33.685 ha (63,3%), а продуктивно земљиште 50.642 ha (95,2%). У структури коришћења земљишног фонда преовлађују шуме, са површином од 20.010 ha (37,6%), затим оранице и баште – 16.799 ha (31,6%), пашњаци – 7.310 ha (13,7%) и друго.

## Физичко-географске карактеристике
Лужничка котлина која је у склопу Источне зоне млађих веначних планина последња је потолина, која је са три стране окружена венцима кречњачких планина, док је са четврте према југоистоку затварају кристаласти шкриљци висије Крајишта и Руј планине. На овом простору сусрећу се сутоке Источне зоне младих веначних планина и старе Родопске Српско-македонске масе.
Као посебна тектонска целина Лужничка котлина је створена у старој Кортничко-Лужничко-Знепљској удолини. Она је у постолигоцену рашчлањена на више самосталних јединица. Поред Лужничке у њој су образоване још две котлине, Кортничка на северозпаду и Знепољска на југоистоку. 
Лужничка котлина која је испуњена дебелим терцијарним наслагама заједно са Кортничком на северозападу, најстарија је потолина у источној Србији. Знепољска котлина на југоистоку, само својим западним делом, припада старој ологоценској потолини. 
Снажни радијални покрети који су директно условили стварање дубоке регионалне потолине, били су истовремено праћени и тангенцијалним покретима тако да су захватили и планине на југозападу и планински венац Шљивовичког врха и Влашке планине на североистоку. 
У образовању тектонског рељефа на овим просторима друга фаза започела је постолигоценским тектонским покретима, праћеним моћном серијом олигоценских језерских наслага. Радијални покрети условили су образовање две засебне потолине на дну олигоценог језера. Па су тако створене Лужничка потолина у централном и Коритничка у северозападном делу. Док је Знепољска котлина образована знатно касније флувиоденудационим процесима.

## Географске одлике

### Клима
Утицај орографских црта рељефа на климу у Лужничкој котлини је велики, а посебно код температуре, падавина и ветрова. Ниски делови котлине са брежуљасто-брдовитим теренима, Заплање, Лужница и нижи делови долина, имају умерено континенталну климу са јасно израженим свим годишњим добима. Виши делови Суве планине и Влашких планина имају обележје субпланинске климе са дугим и хладним зимама, краћим и свежим летима и врло кратким прелазним добима. 
Температура ваздуха
Постоје и знатне разлике у средњим месечним и средњим годишњим температурама ваздуха најнижих и највиших делова котлине. Просечне вредностима за период од 1950. до 1965. годину биле су
- Најхладнији месец је јануар (0,8оС-3,9оС),
- Најтоплији је јул и август ( 22,2оС-15,7оС).
- Средња годишња темпетатура је 11,9ос, а у планинском делу 6,2оС.

Високе летње температуре у нижем делу котлине условљавају интензивно испаравање па се ниво изданске воде спушта дубље у земљу, многи извори ослабе, а неки и пресуше, водостај река опада па се и протицај осетно смањи, а многи водени токови и пресуше. 
Облачност
Облачност утиче ма осунчавање, интензитет инсолације и радијацију чиме ублажава дневно колебање температуре. Најмања облачност је у јулу, августу и септембру што је повољно за развој туризма. 
Падавине
Падавине заузимају важно место међу климатским елементима који представљају битан фактор водопривреде. Важна је количина падавина али и њихов годишњи распоред тзв.плувиометријски режим. На тај режим преовланујући утицај имају продирање влажних, хладних ваздушних маса са Атлантског океана са запада и северозапада, топлих са југа и југозапада из области Средоземног мора и зимских продора хладних ваздушних маса са севера и североистока уз утицај орографских црта рељефа. Слив Власине добија мању количину падавина од просека за нашу земљу. Најмање падавина добијају Лужница, Заплање и Власотиначка равница (650-690 mм), а највише виши планински предели (око 850 mm). 
Ветар
Ветар је важан климатски елемент. Лужничка котлина је доста ветровит што се посебно односи на највише њене делове где највећу честину има северозападни ветар (235 ‰) који доноси падавине, а најмању западни (154 ‰) и источни ветар (149 ‰). На тишине долази 213 ‰. 
У најнижем делу котлине највећу чештине имају ветрови из источног (186 ‰) и западног правца (109 ‰). источни дува правцем Лужница-Заплање-Власотинце; сув је повећава испаравање и смањује облачност. Западни је део општег струјања ваздуха са запада на исток и доноси падавине. На тишине долази 435 ‰. Јаких ветрова највише има у марту, фебруару и јануару када се у вишем делу слива стварају велики сметови, а најмање у септембру и августу. У Лужничкој котлини кошава дува по неколико дана, а у више делове продире из правца Заплања и дува 1-2 дана што бива врло ретко.

### Воде и водно земљиште
Река Лужница (дужине 38 km) највећа је притока у сливу Власине, уједно је и највећа река на простору Лужничке котлине. Настаје од више потока који долазе са кречњачких терена северно од Бабушнице; тече Лужничком котлином до села Горчинци где улази у клисуру. Узводно од Љуберађе добија највише воде од врела званог Комарички вир, а у самом селу од леве притоке Мурговице. У даљем току река меандрира и код Свођа улива се у Власину са мањом количином воде од ње. Та разлика у количини воде увећана је захватањем воде изнад села Љуберане за потребе водоснабдевања Бабушнице и Ниша.
Ерозије и бујице
Ерозија тла у сливу Лужничке реке и њених притока представља велики водопривредни проблем, јер је већи део слива захваћен ерозивним процесима разног интензитета. Јавља се на нестабилној геолошкој подлози и на теренима већег нагиба за време обилних киша и наглог отапања снега. Развоју ерозивних процеса највише је допринео човек нарочито у другој половини 19. века и првој половини 20. века, крчењем вегетације ради добијања пољопривредних површина. Погрешан начин коришћења земљишта, тј. орање великих нагибних површина (преко 25%), убрзало је отицање атмосферске воде, а тиме и интензивирање ерозивних процесе. Земљиште је спирањем губило хранљиве материје (хумус), постајало мање продуктивно за пољопривредну производњу, па се многе такве површине већ више година и деценија не обрађују.
Поплаве
У нижем делу слива Лужничке реке поплаве представљају велики водопривредни проблем. Наносе велике штете становништву, насељима и привреди, посебно пољопривреди. Највеће штете су начињене при катастрофалним поплавама Лужнице 1948. и 1988. а и каснијих година. Највећи утицај на настанак поплава имају; пљускови или дуготрајне и обилне кише (које обично захватају цео слив Власине) и нагло топљење снежног покривача, који у планинском делу слива могу да буду високи и до 1 метра.
Суша
Недовољно влаге у земљишту је водопривредни проблем који се у Лужничкој котлини испољава у топлом делу године. Најкритичније стање је у јулу и августу када је влага усевима најпотребнија, јер су тада температуре највише, па је и испаравање, како са тла
тако и преко биљака (транспирација), највеће. Због суше у земљишту остаје мало влаге за егзистирање и раст биљака, што умањује приносе и осетно смањује биљну производњу. У појединим деловима слива Лушнице за време суше многи водотоци се смањују, а неки и пресушују. У Лушничкој котлини нема мелорационих система нема, па нема ни организованог наводњавања поља и ливада, и пољопривредна производња осетно подбацује. А за време поплава водотоци надођу, али како нема хидроакумулација која би их задржале они отекне у неповрат.
Загађење воде
Загађење воде у Лужничкој котлини последица је перманентног ремећења многих физичких, хемијских и биолошких параметара последедићно изазвано људским активностима. Негативне последице испољавају се у променама карактеристика свих компонента у животној средини као што су: ваздух, вода, земљиште итд.
Један од главних утицаја са негативним последицама на екосистеме јесте загађеност површинских и подземних вода више која настаје као последица немарних односа према средини, него степен урбанизације и развоја привреде у Бабушници. Највећи заганиваче вода су
градска насеља Бабушница, због све већег броја људи користи воду из јавног, комуналног водовода па се увећавају и отпадне воде из домаћинстава са разним органским и неорганским материјама које заганују реку Лужницу. Део штетних материја (пестицида)
доспевају у воду са поља под пољопривредним културама што такође утиче на њено загађење.

### Насеља и становништво
Лужничку котлину, са аспекта антропогеографских специфичности и разлика, можемо да поделимо, у три мање целине.
Прва, главна целина
Првој, главној антропогеографској целини припада 38 насеља бабушничке општине – Александровац, Бабушница, Бердуј, Братишевац, Брестов Дол, Вава, Валниш, Војници, Врело, Горње и Доње Крњино, Горњи и Доњи Стрижевац, Горчинци, Грнчар, Дол, Драгинац, Дучевац, Извор, Калуђерово, Камбелевци, Кијевац, Лесковица, Линово, Љуберађа, Масуровци, Проваљеник, Радињинци, Радосињ, Радошевац, Раков Дол, Раљин, Ресник, Стол, Стрелац, Студена, Сурачево и Црвена Јабука. 
Друга антропогеографска целина
Другој антропогеографској целини припада 7 насеља – Богдановац, Остатовица, Завидинце, Мезграја, Модра Стена, Велико и Мало Боњинце.
Трећа антропогеографска целина
Трећој антропогеографској целини, такође, припада 7 насеља – Пресека, Нашушковица, Ракита, Берин Извор, Звонце, Вучи Дел и Јасенов Дел.

#### Демографски развитак
У демографском развитку Лужничке котлине могу се издвојити два периода:
Први период
Историјско раздобље од ослобођења од Турака и припајања Србији (1878) до 50-их година 20. века, означава се као први период у развутку Лужничке котлине. Овај период карактерише се релативно уједначеним порастом броја становника свих насеља Лужничке котлине. Након Берлинског конгреса, када је и Лужнички крај припојен Србији, према попису становништва 1879. године, највећа насеља с краја 19 века су била; Црвена Јабука и Стрелац са преко 1.000 становника, док је једино насеље са мање од 100 становника била Бабушница. 
До почетка 20. века готово сва насеља бележе пораст броја становника. Са преко 1000 становника се поред насеља Стрелац (1.208), издваја и Велико Боњинце (1.114). Насеља са мање од 200 становника у том периоду су била: Пресека (112), Александровац (122), Бабушница (123), Масуровци (174), Мезграја (186) и Кијевац (192). Популациона величина осталих насеља Лужничког краја 1900. године се кретала од 300 до 700 становника. 
Изразити пораст броја становника у свим насељима Лужничку котлину карактеристичан је за прву половину 20. века, изазван природним кретањем становништва. Највећи пораст у првој половини 20. века бележе насеља Доње Крњино и Драгинац, која су удвостручила број становника, Љуберађа, као центар општине и највећи услужни центар утростручује број становника, а у насељу Бабушница је живело пет пута више становника него на почетку века. 
Период непосредно по завршетку Другог светског рата, до 50-их година 20. века, такође представља раздобље значајнијег пораста броја становника и са бројчано јаким насељима. У 26 насеља од 1948. до 1953. године број становника се увећао, док је у осталим стагнирао или опао. Од тог периода до данас сва насеља Лужнице, осим Бабушнице, карактерише опадање броја становника. 
Други период
Друга половина 20. века, означава се као други период у развутку Лужничке котлине. У овом периоду број становника у Бабушници интензивно расте, док у готово свим осталим насељима рапидно опада. Тако да на почетку новог миленијума у Лужнчком крају живи мање становника него по ослобођењу од Турака. То показује податак да је укупан број становника ове територије 1961. године износио 33.403 становника, а након 40 година, по попису 2002, двоструко мање – 15.684 становника, што је износ нижи него 1879. године.
Према резултатима пописа становништва из 2002. године 13 насеља Лужнчке котлине имала су мање од 100 становника, од чега испод 50 становника су била насеља Раљин – 50 житеља (1948—468), Раков Дол – 18 (1948—591), Масуровци – 28 (1948—218), Лесковица – 31 (1948—332), Брестов Дол – 32 (1948—403). Једино насеље које је имало преко 4.000 становника било је Бабушница. Једно од насеља са 500–1.000 било је Драгинац, док су сва остала насеља била испод 500 становника. 
| „ | Највеће опадање броја становника у последњих 60 година догодило се у Раковом Долу, у коме је са 591 број становника опао на 18 (индекс 3,0), Остатовици, са 867 на 85 (индекс 9,8), Лесковици, са 332 на 31 становника (индекс9,3) и у Брестовом Долу са 403 на 32 становника (индекс 7,9). | ” |

#### Карактеристике насеља
Знатна рашчлањеност терена и висинска разлика Лужничке котлине која се креће, од 365 m (Велико Боњинце) до 1.200 m (Јасенов Дел), изражен је следећи хипсометријским распоред насеља:
- Висинска зона до 600 m — 23 насеља (44,2%);
- Висински појас од 600 до 800 m — 21 насеље (40,3%);
- Висинска зона изнад 800 m — 8 насеља (15,5%).

Од 20-их година 20. века, становништво се интензивно пресељава у насеља на нижим надморским висинама. Тај процес се нарочито интензивира од 60-их година 20 века под утицајем индустријализације, урбанизације и деаграризације на формирање ареала максималне концентрације становништва у појасу до 600 m (1961—51%, 2002—72%) првенствено због развоја Бабушнице, као и повољнијих услова за привређивање и развијеније мреже саобраћајница. У насељима виших надморских висина број становника опада и то у хипсометријској зони од 600 до 800 m са 37% 1961. на 22% 2002. године, док је у зони изнад 800 m 1961. живело 11% укупног становништва Лужнице, а 2002. само 6%.

## Историја
Пошавши, превасходно од географско-историјских и демографских промена, у досадашњем историјском развоју Лужничке котлине могу се издвојити четири главне фазе развоја:
- иницијална (антички период и Средњи век),
- рана (период османлијске окупације, од краја 14. века до краја 19. века),
- средишња (од ослобођења од Османлија до Другог светског рата) и
- савремена (од Другог светског рата до данас)..

### Антички период и Средњи век
Овај историјски период који обухвата античко и српско средњовековно доба, недовољно је проучен. На насељеност Лужничке котлине у овом периоду указују само материјални трагови, углавном научно неиспитани, малобројни писани извори, топоними, као и народна предања са реалном историјском основом. 
Континуитет насељености, у античком периоду тешко је пратити јер постоје индиције да је имао извесне прекиде услед ратних разарања, пљачкашких походалести итд. Материјални трагови античке насељености су многобројни, али већином археолошки неиспитани и данас се налазе у лошем стању или су готово у потпуности уништени. Углавном су представљени остацима римских утврђења (кастела) на
стратешки значајним местима. Најзначајнији овакви локалитети (у народу позната као Градишта) откривена су у атарима Горњег Крњина, Проваљеника и Ресника, на обронцима Црног врха код пута за Ракош на Сувој планини, као и у атарима Остатовице, чији је кастел чувао пролаз између Лужнице и Заплања, и суседног Завидинца. Трагови римске насеобине (града) Могилке налазе се у атару Стрелца, где је почетком 19. века пронађена комплентна римска војна опрема.
По предању, код Камбелевца се налазио римски војни полигон – Campus belle, по коме је данашње село добило назив. Поред наведених, остаци античких утврђења евидентирани су и у атарима Студене (место Кале), Врела (место Цртава), Црвене Јабуке, Извора, Дучевца и Грнчара. 
На античку насељеност указују и латинска гробља у атарима Малог Боњинца, Модре Стене, Богдановца, Грнчара и Драгинца, остаци латинских ковачница код Богдановца и Валниша, рударске и топионичарске делатности код Црвене Јабуке и Звонца, где је на месту античке насељености (насеобински комплекс уништен у земљотресу) формирана Звоначка бања, итд.
Најзначајнији локалитети из српског средњовековног периода налазе се у атарима Радошевца и Звонца. На карти средњовековних градова убележен је Радошевац, где се налазило велико утврђење на Градишту из прве половине 12. века. Данас је оно готово у потпуности уништено. Средњовековне старости су и остаци утврђења – Асаново кале (првобитни назив Јасенов град), код Звоначке бање. Сматра
се да овај локалитет потиче из доба владавине деспота Стевана Лазаревића – по другој верзији бугарског цара Асана.

### Период окупације под Османлијама
Период Османлијске окупације трајао је од краја 14. века до краја 19. века. После ратних разарања у првој половини 15. века Османлијски извори већ у другој половини 15. века помињу Љуберађу, Велико Боњинце, Грнчар и Ракиту (1576/77). Братишевац, Валниш, Горње и Доње Крњино, Горчинце, Злокућане (данашњи Драгинац), Завидинце, Звонце, Извор, Радињинце, Радошевац, Ракиту, Раљин, Ресник и Сурачево, Вучи Дел и Извор помињу се у 17. веку (1606). Остала насеља се не наводе у писаним документима до 19. века, али је сасвим извеснода је већина постојала током периода владавине Османлија. На то указују материјални трагови, усмена предање мештана већине села да су оснивачки родови досељени у том периоду, углавном са Косова и Метохије, итд. 
Османска царевина постојећа насеља у Лучничкој котлину укључила је у спахијске поседе, да би током 18. века и почетком 19. века био присутан процес читлучења села. Као сманлијскио читлуци формирана су данашња насеља Александрово и Бабушница, чији су оснивачи чифлик-сахибије Везул и Абдула, по којима су имали првобитне називе – Везулин Чифлик (до 1890) и Абдулин Чифлик (Абдулино). Сматра
се да је и данашњи Камбелевац био читлук – Камберов Чифлик (остаци куле на месту Башча), као и село Кијевац. Остаци османлијских кула евидентирани су и у селима Завидинце (код махале Тропшине и на месту Гогула) и Радошевац (локалитет Исмајилова кула). 
Групи млађих насеља, формираним у позном периоду турске владавине, припада Доњи Стрижевац (друга половина 19. век), основан поред турског хана на путу за Пирот пресељавањем домаћинстава из Горњег Стрижевца. У овом периоду дошло је и до промене локације појединих насеља, углавном због страдања од Османлија (Богдановац, Горчинци, Кијевац, Ракита и др.), и епидемије куге 1834/35. (нпр. Бабушница, Дучевац) итд.
У овом историјском периоду становништво Лужничке котлине искључиво се бавило екстензивним сточарењем. То је био и један од разлога што су по завршетку другог српско-турскограта 1877/78. економски најјача и популационо највећа била сточарска насељалоцирана на заклоњеним местима, далеко од саобраћајница – Црвена Јабука, Стрелац, Студена, Богдановац, Велико Боњинце и Горчинци, у којима је непосредно поослобођењу (1879) живело 30% становништва Лужнице.

### Период од ослобођења од Османлија до Другог светског рата
Период од ослобођења од Османлијског ропства до Другогсветског рата, био је праћен територијалним ширењем Србије и повлачењем нових граница. Насеља Лужнице према новом Закону ушла је су у састав Сурачевске, Стрижевачке, Ресничке, Радињинске, Столске, Великобоњинске, Кукавичке, Стрелачке, Шушковичке, Студеначке, Крњинске и Звоначке општине (Државопис Србије, 1882), од којих су последње две по одлукама Берлинског конгреса припојене Бугарској. 
Лужничка котлина је у том периоду била погранични простор стратешки важана за Србију, па је, између осталог, по налогу Александра Обреновића 1892/93. изграђено велико војно утврђење Шанац (брдо) изнад Доњег Стрижевца и Доњег Крњина. Граница са Бугарском пролазила је кроз село Пресек до 1918, када су насеља Звоначког краја припојена Србији. Ово је уједно представљало и главни разлог етничке диференцијације Лужнице у јединственој шопској средини.
Ову развојну фазу карактерише динамичан пораст укупне популације у насељима Лужничке котлине. Тако да је од 1878. до 1921. године у свим насељима (сем Црвене Јабуке и Нашушковице) евидентиран позитиван демографски развој, а рурална популација је до 1948. увећана за скоро два пута. Године 1878. 88,5% насеља припадало је групи малих насеља (до 500 становника), а 1948. године 71,2% насеља имало је средњу популациону величину (500–2.000 становника). 
Најдинамичнији развој уовом периоду, захваљујући јаким изворима и повољном саобраћајно-географскомположају, бележи Љуберађа, која 1890 постаје општински центар, 1923. добија статус пијачног места (пијачни дан среда), а 1927. варошице. Развојем занатске (више од 20 заната) и трговинске функције она прераста у економски, тржишни и услужни центар Лужницчке области. Поред Љуберађе у занатске центре израстају Бабушница и Велико Боњинце, а бањска функција добија на значају у Звонцу. У овом периоду развија се и културно-просветна функција. Школа у Звонцу је основана 1860, од ослобођења 1878. до 1910. отворено је 18 школа, а потом до 1941. још 24 школа. Учитељско удружење Лужнице основано је 1922. године. У овом периоду је постојало 12 цркви и 14 манастира, а најзначајније културне манифестације биле су сеоске славе – литија, сабори и вашари. Прва апотека отворена је 1938. у Бабушници, у којој је, као и у Великом Боњинцу, Љуберађи, Звонцу, Ракити и Студени, започета лекарска пракса.

## Привреда
Сточарство је и по ослобођењу од Османлијског царства представљало једну од најзначајнијих привредних грана Лужничке котлине, а велики економски значај имало је бачијско сточарење. Сезонска сточарска насеља – појате, била су заступљена у већини сеоски атара, а најпознатије је било бачијско сточарење на Ракошу (Сува планина), где су боравиле црновуначке породице. Поједина сеоска насеља (Стрелац, Радосињ, Раков Дол ...) у овом периоду су променила локацију, премештањем на место својих појата. 
Екстензивно сточарство и ратарство и сваштарска производња у 19. веку и почетком 20. века, најчешће нису задовољавали ни сопствене потребе руралних домаћинстава, тако да је становништво одлазило у печалбу (у којој се бавило углавном цигларством, црепарством и грађевинарством) Поред традиционалне, аграрне производње по значају су све више добијале и друге привредне области – трговина, занатство, индустрија, али и култура и просвета. У Лужничкој котлини у том периоду радило је 310 воденица, од којих су најпознатије биле у Љуберађи (16 воденица), на које се, захваљујући јаким изворима, ослањала цела Лужница. 
Од средине 19. века развијало се занатство, када су прве занатске радње отварале ћурчије, терзије, мутавџије, самарџије и др. Тако да је после Првог светског рата, крајем 30-их година 20. века регистровано 420 занатлија. Изузетан економски значај имао је цигларски и црепарски занат. Од почетка 20. века власници многобројних циглана и црепана у Србији, Македонији и Бугарској постали су лужничани, који су занат испекли у свом крају. 
Зачеци индустријског развоја у Лужничкој котлини датирају 1926, када је почео са радом рудник каменог угља „Јерма“ у Ракити, потом је отворена машинска радионица браће Станковић (претеча  Металног предузећа "Балкан" а касније "МИН-Балкан“ које је кроз стечај продато 2011,-2012. године) у Великом Боњинцу. За потребе рудника изграђена је брана и хидроцентрала (снаге 75 KW). До 1934. године изграђене су још две електричне централе – у Љуберађи и Модрој Стени, а до 1939. почело је са радом и 19 набављачко-потрошачких задруга.

### Туризам
Најзначајнији туристички центар у Лужничкој котлини је Звоначка Бања. Налази се на 28 km источно од Бабушнице. Отприлике исто толико има и од Пирота, односно 14 km путем ка Димитровграду (то је пут Ниш — Софија), а затим још 14 km долином реке Јерме. Бања се налази на 680 m надморске висине на изузетно атрактивној планинској локацији. Позната је пре свега по свом благотворном утицају на нервни систем човека и питком лековитом минералном водом температуре 28 °C. Хотел Мир поседује два отворена и један затворени базен.
Тренутно се гради мало вештачко језеро на Раљинској речици која је притока Мурговице. Планира се да језеро буде дугачко око 200 m и широко око 40 m. Брана је постављена непосредно изнад низа водопада на Раљинској речици који су познати под именом скокови. Језеро ће бити око 500 m удаљено од села Раљин које се налази на путу од Бабушнице ка Звоначкој бањи.
За туризам су интересантниː Базен у Бабушници, Сува Планина и Планина Руј (традиционални успон на Руј).
Карактеристичан локални специјалитет, млечни производ, везан за Лужницу је Вурда а сваке јесени се у Бабушници одржава туристичко-културна манифестација "Вурдијада".

## Саобраћај
Кроз Лужницу пролазе следеће путне саобраћајнице које гравитирају ка Бабушници као главном центру лоцираном у средишњем делу котлине:
- Магистрални пут М-9; Лесковац—Власотинце—Бабушница—Пирот. Овај магистрални правац преко Власотинца и Лесковца повезује Лужницу са ауто-путем Е-75 (ка југу Европе), а преко Пирота са ауто-путем Е-80 (ка истоку Европе).
- Регионални путеви који од Бабушнице иду ка Белој Паланци, Гаџином Хану и српско-бугарској граници (преко Звонца).

## Извор
1. ↑  Ћирић, Ј. (1979). Насеља Горњег Понишавља и Лужнице, Пиротски зборник, бр. 8-9, pp. 121-175.
2. ↑  Grupa autora, Geografske odlike niškog područja, Položaj i prostranstvo U: Istorija Niša, knjiga I, Gradina, Niš 1986 pp. 11.
3. ↑  Јовановић, Велимир; Срећковић-Батоћанин, Даница (2006). Основи геологије. Београд: Завод за уџбенике. стр. 157. ISBN 86-17-13048-2.
4. ↑  Коритничка котлина У: Мрђан М. Ђокић Нишава – потамолошка студија, докторска дисертација, Ниш, стр. 58
5. ↑  Знепољска котлина У: Мрђан М. Ђокић Нишава – потамолошка студија, докторска дисертација, Ниш, стр. 58
6. ↑  Mr Tomislav D. Marjanović, Sliv Vlasine, Vlasotince 2000.
7. ↑  Mr Tomislav D. Marjanović, Vlasinska čitanka, Vlasotince, 2005.
8. ↑  Dr.Dimitrijević S.N. Hidrohemija, Beograd, Rudarsko-geološki fakultet 1988.
9. ↑  Каниц, Ф. (1986). Србија – земља и становништво, Београд: Српска књижевна задруга, ИРО Рад, књига 2
10. ↑  Милићевић, М. (1884). Краљевина Србија – нови крајеви. Београд.
11. 1 2  Златковић, Ђ. (1967). Зла времена. Бабушница: Народни универзитет „Бабушница“.
12. ↑  Мартиновић, М. (2001). Бабушница. У Стаменковић С., Географска енциклопедија насеља Србије. Београд: Географски факултет, Агена, Стручна Књига, књига I, pp. 63-76.